# Лука Бальсофйоре
Лука Бальсофйоре (італ. Luca Balsofiore, 11 січня 1906, Форіо — 16 квітня 1941, Середземне море) — італійський військовик, учасник Другої світової війни, нагороджений Золотою медаллю «За військову доблесть».

## Біографія
Лука Бальсофйоре народився 11 січня 1906 року у місті Форіо на острові Іскія. Отримав диплом капітана в Мореходноиу інституті в Неаполі. Вступив до Військово-морської академії в Ліворно, яку закінчив у 1928 році у званні молодшого лейтенанта за спеціальністю механіка.
Добровільно вступив на військову службу, у 1930 році отримав звання лейтенанта, у 1937 році - капітана. Ніс службу у складі флоту, потім у Школі морських спеціалістів у Венеції, у Військово-морській академії в Ліворно, і зрештою в Корпусі військово-морських інженерів у Генуї.
Брав участь у Громадянській війні в Іспанії на борту міноносця «Пегасо». У липні 1939 року був призначений головним механіком на есмінець «Лука Таріго». 
16 квітня 1941 року під час бою за конвой «Таріго» італійський есмінець потрапив під вогонь британських кораблів. Лука Бальсофйоре був важко поранений в обличчя, втративши зір. Він загинув разом з кораблем. Посмертно нагороджений Золотою медаллю «За військову доблесть».

## Вшанування
На честь Лука Бальсофйоре названа площа та школа у місті Форіо, а також вулиця у місті Ф'юмічіно/

## Нагороди
- Золота медаль «За військову доблесть»
- Воєнний хрест за військові заслуги